# ریچی ولنس
ریچی ولنس (انگلیسی: Ritchie Valens؛ ۱۳ مهٔ ۱۹۴۱ – ۳ فوریهٔ ۱۹۵۹) یک موسیقی‌دان اهل ایالات متحده آمریکا بود.او عضو گروه کریکتس بود.ترانه «لا بامبا» از ریچی ولنس  در جایگاه ۳۴۵ از لیست 500 ترانه برتر تاریخ مجله رولینگ استون قرار دارد.